# حصن سنيلنغ

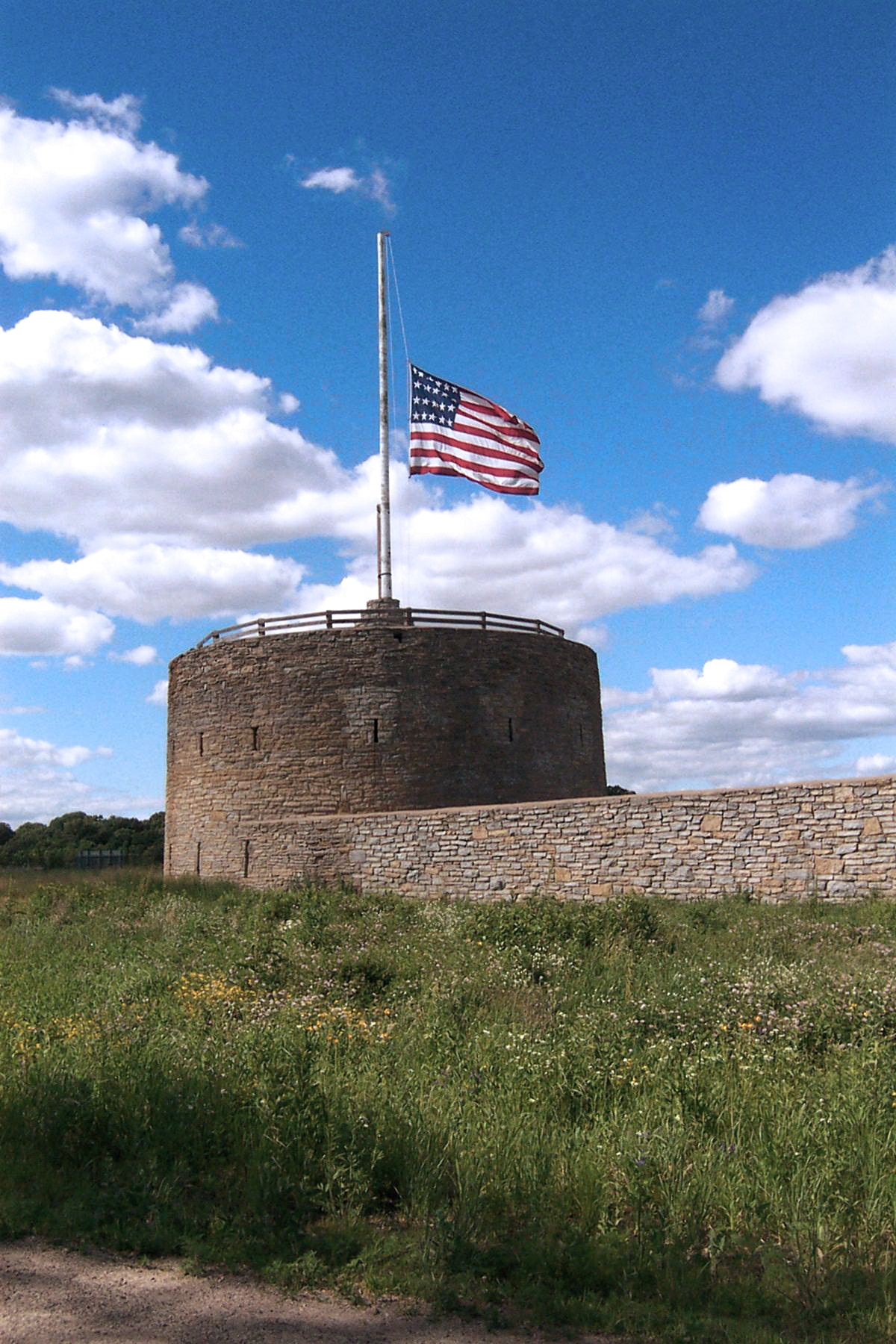

حصن سنيلنغ (Fort Snelling) حصن عسكري يقع عند التقاء نهري مينيسوتا والمسيسبي في مقاطعة هينيبين، مينيسوتا. المسيسبي النهر الوطني ومنطقة الترفيه، هي وحدة تتبع إدارة المتنزهات الوطنية، وتشمل حصن سنيلنغ التاريخي.
يشير حصن سنيلن أيضا إلى الأراضي غير المنظمة في مقاطعة هينيبين، مينيسوتا، الذي يحتوي على التحصين السابق. في تعداد عام 2000 بلغ إجمالي السكان 442 ساكن.
تدير جمعية مينيسوتا التاريخية الحصن الآن، الواقع على قمة جرف على طول النهر. قسم الموارد الطبيعية في مينيسوتا يدير حديقة حصن سنيلن الولائية، وحمي الأرض في الجزء السفلي من الجرف. كان حصن سنيلن في فترة ما يشمل الضفتين.
الحصن معلم تاريخي وطني واختير «كنزاً وطنياً» من قبل الصندوق الوطني للحفاظ على التراث التاريخي.